# Comté de Putnam (Ohio)
Pour les articles homonymes, voir Comté de Putnam.
Le comté de Putnam – en anglais : Putnam County – est un des 88 comtés de l'État de l'Ohio, aux États-Unis.
Son siège est fixé à Ottawa.

## Géographie
Selon les données du Bureau du recensement des États-Unis, le comté de Putnam a une superficie de 1 254 km2 (soit 484 mi2), dont 1 253 km2 (soit 484 mi2) en surfaces terrestres et 1 km2 (soit 0 mi2) en surfaces aquatiques.

## Comtés limitrophes
- Comté de Henry, au nord
- Comté de Wood, dans l'angle, au nord-est
- Comté de Hancock, à l'est
- Comté d'Allen, au sud
- Comté de Van Wert, au sud-ouest
- Comté de Paulding, à l'ouest
- Comté de Defiance, au nord-ouest

## Démographie
Le comté était peuplé, lors du recensement de 2000, de 34 726 habitants.

## Localités

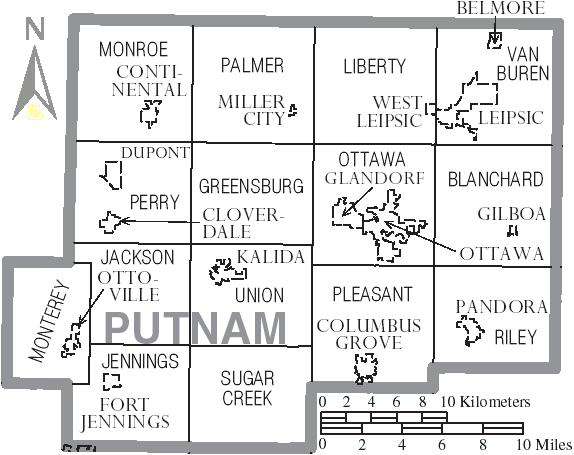
Carte des localités du comté de Putnam